# Haakon V de Noruega
Haakon Magnusson (1270-1319). Rey de Noruega entre 1299 y 1319. Hijo de Magnus VI el legislador e Ingeborg Eriksdatter.
Por medio de su ascendencia materna, uno de sus antepasados era el rey Olaf el Santo, santo patrón de Noruega.

## Biografía
Fue nombrado duque por su padre en 1273. Ante la falta de hijos varones de su hermano mayor, el rey Erico II, Haakon se convirtió en el heredero del trono, y finalmente en rey, el 1 de noviembre de 1299.
Llevó una activa política exterior. En 1299 se había casado con Eufemia de Arnstein, una noble alemana. A través de la reina la corte noruega tuvo contacto con la vida cultural del continente.
A inicios de su reinado, continuó con la guerra contra Dinamarca emprendida por su hermano, pero en 1309 concluyó un tratado de paz con ese país. En ese tiempo mantuvo buenas relaciones con el rey de Suecia, Magnus Ladulás, y comprometió a su hija Ingeborg con el hijo de aquel, el príncipe Erik Magnusson.
Se involucró en la guerra civil sueca, en donde los hijos de Magnus Ladulás se disputaban el poder. Haakon inicialmente apoyó a su futuro yerno Erik en 1304. Con el tiempo, las relaciones con Erik derivaron en enemistad y por consiguiente en una guerra, que sólo terminó cuando el príncipe sueco se casó con Ingeborg en 1312.
Haakon intentó mejorar los sistemas de defensa del reino, y construyó las fortalezas de Akershus, Vardøhus y Bohus. En su tiempo se dio el cambio de la capital de Noruega de Bergen a Oslo, lugar donde residió el monarca la mayor parte del tiempo.

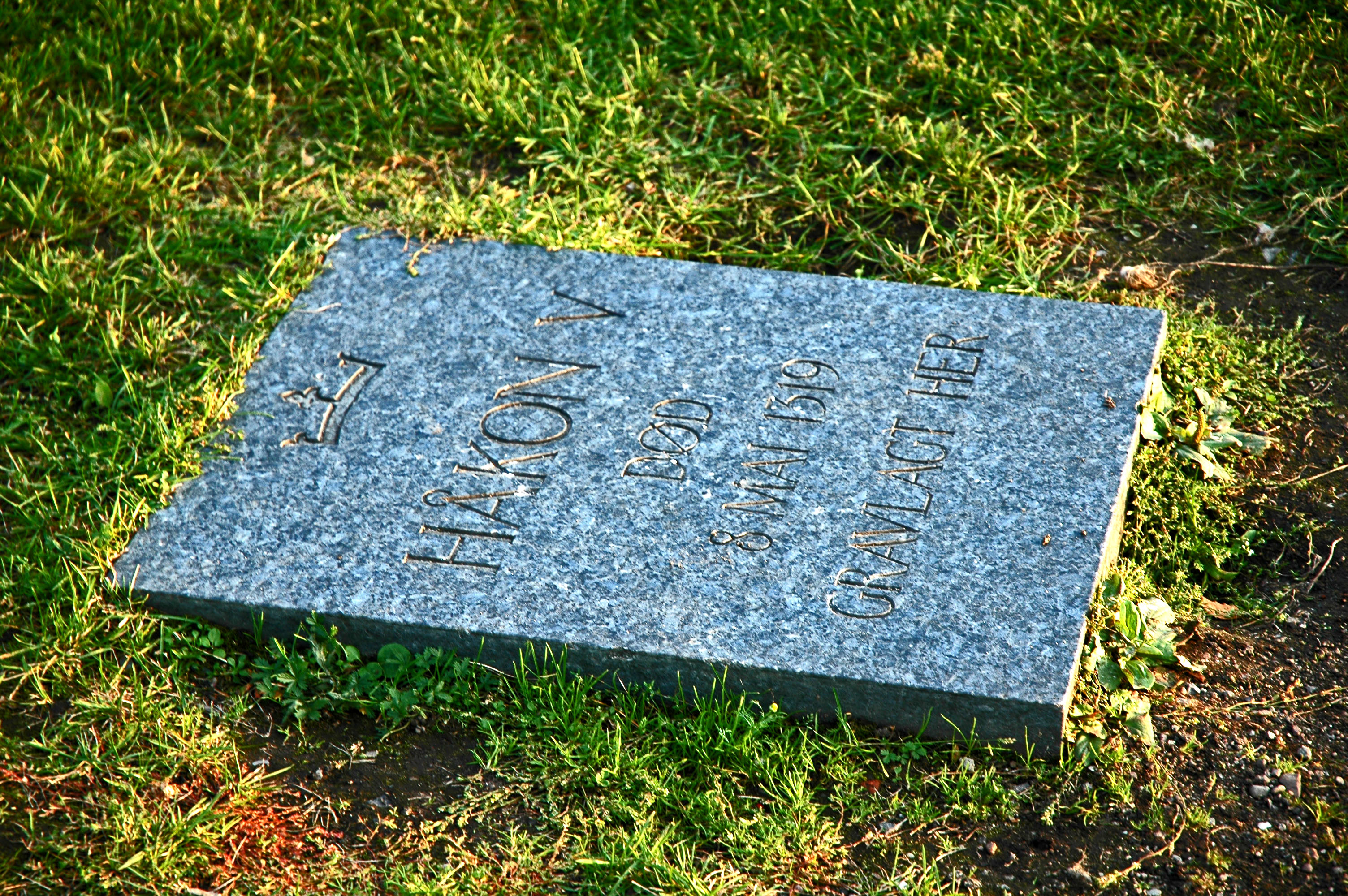
Tumba de Haakon V en las ruinas de la Iglesia de Santa María, en Oslo.

Era un cristiano devoto que realizó varias acciones a favor de la religión. Ordenó la construcción de albergues destinados a alojar peregrinos que se dirigían a Nidaros, estimuló las misiones, y otorgó generosas donaciones. Se dice que era justo y considerado con sus súbditos, y que llevaba una vida sencilla. A su muerte, acaecida en 1319, se corrieron rumores acerca de supuestos milagros, lo que provocó que fuese venerado como santo en Oslo. Fue sepultado en la Iglesia de Santa María de Oslo (construida bajo sus órdenes, hoy destruida), y en ese templo existió un altar dedicado a su memoria y veneración. Su culto se extendió a otras regiones del país e incluso a Dinamarca. Aunque nunca existió una canonización, el papa León X reconoció su culto en 1520, pero éste terminaría abruptamente con la reforma protestante en 1537.
Su muerte representó el fin de la rama masculina de la Dinastía Hårfagreætta, que reinaba en Noruega desde 872. Fue sucedido por su nieto Magnus Eriksson, que unió en su persona las coronas de Suecia y de Noruega.
En el curso de unas excavaciones en las ruinas de la Iglesia de Santa María se encontraron los restos de una pareja de personas, que según se presumió, eran los reyes Haakon y Eufemia. Los restos fueron trasladados y vueltos a sepultar en el Castillo de Akershus.

## Familia
Casado con Eufemia, condesa de Ruppin, tuvo una hija:
- Ingeborg Håkonsdatter (1301-ca. 1360). Princesa de Noruega y Suecia. Se casó con Erik Magnusson, duque de Södermanland. Su hijo fue Magnus Eriksson, rey de Suecia y de Noruega.

Fuera del matrimonio tuvo una hija con Gro Sigurdsdotter:
- Agnes Håkonsdotter.[2] Ella se casó en 1302 con Havtore Jonsson. Sus hijos jugarían un papel importante en la política noruega siendo su nieto Sigurd Jonsson, dos veces regente del país.